# Playboy
Playboy este o revistă Americana pentru bărbați, fondată la Chicago, în 1953, de Hugh Hefner, și care s-a dezvoltat până la a se transforma în Playboy Enterprises, Inc., atingând în prezent orice forma mediatică.
Playboy este unul dintre cele mai cunoscute brand-uri din lume.
În afară de revista amiral din Statele Unite, sunt publicate ediții naționale specifice în diverse țări.
Revista apare în fiecare lună și prezintă în principal fotografii de nuduri, alături de articole de modă, sport, analize de produse și interviuri a persoanelor publice.
Prezintă și proză scurtă semnată de autori faimoși, cum ar fi Arthur C. Clarke, Ian Fleming, Vladimir Nabokov și Margaret Atwood.
Pozele cu peisaje din revistă sunt clasificate ca "softcore" în contrast cu nudurile din revista rivală Penthouse apărută în anii '70 pe urma succesului Playboy, ce pot fi clasificate ca hard pornografie.
În prezent, Playboy este un producător și distribuitor semnificativ de pornografie hardcore ca urmare a cumpărării societații ClubJenna Inc în 2006 și pentru deținerea a mai multe canale prin cablu pentru adulți cum ar fi Spice Network.
Publicul țintă principal al revistei este reprezentat de bărbații tineri (25-35 de ani), activi, din mediul urban, cu studii, focalizați pe carieră și pe ultimele tendințe în lifestyle.
În realitate, Playboy e citit de o categorie mai largă de persoane, dintre care 30% sunt femei.

## Playboy în România
Ediția Playboy din România, una dintre cele 25 de ediții locale existente, a intrat pe piață în octombrie 1999, fiind prima publicație de lifestyle masculin, brand glossy internațional, care a apărut în România.
Tirajul revistei era de 90.000 de copii difuzate lunar în anul 2000, 75.000 în anul 2001 și 50.000 în anul 2002.
Cel mai bine vândut număr al revistei a fost cel din ianuarie 2001, cu 110.327 de copii difuzate.
În anul 2007, vânzările Playboy ajunseseră între 16.000 și 22.000 de copii lunar.
Playboy România a fost editat de PBR Publishing, parte a grupului elen Attica Media, care deținea și revista pentru bărbați Maxim.
Până în septembrie 2007, compania PBR Publishing era deținută în proporții egale de către Publimedia și grupul elen Attica Publications.
Playboy Moldova  Arhivat în 7 ianuarie 2012, la Wayback Machine. a fost o altă versiune a revistei Playboy în limba română care s-a lansat online în octombrie 2011. Playboy Moldova a fost editat de Visionaries Group SRL.
Playboy România s-a închis în anul 2016 din cauza vânzărilor reduse. În anul 2014, tirajul mediu lunar al Playboy era de 6,000 copii cu o medie lunară de copii vândute situată între 2,500 și 4,000 exemplare lunar, conform BRAT. Ultima apariție a fost în iulie 2016, având-o pe Raluca Podea pe copertă. 

### Numere lansate și apariții pe prima pagină
1999
- No. 1 | Noiembrie 1999: Dana Săvuică
- No. 2 | Decembrie 1999: Cătălina Toma

2000
- No. 3 | Ianuarie 2000: Corina Ungureanu
- No. 4 | Februarie 2000: Cristiana Răduță
- No. 5 | Martie 2000: Anda Adam
- No. 6 | Aprilie 2000: Daniela Gyorfi
- No. 7 | Mai 2000: Marinela Nițu
- No. 8 | Iunie 2000: Amanda Bentley & Sandy Bentley
- No. 9 | Iulie 2000: Gabriela Cristea
- No. 10 | August 2000: Jaime Bergman
- No. 11 | Septembrie 2000: Vanda Hădărean
- No. 12 | Octombrie 2000: Laura Romega
- No. 13 | Noiembrie 2000: Loredana Groza
- No. 14 | Decembrie 2000: Nicoleta Luciu

2001
- No. 15 | Ianuarie 2001: Andreea Bănică
- No. 16 | Februarie 2001: Roxana Ciuhulescu
- No. 17 | Martie 2001: Angela Țibrea
- No. 18 | Aprilie 2001: Superblonde - ediție specială "Patronii echipelor de fotbal"
- No. 19 | Mai 2001: Cătălina Grama
- No. 20 | Iunie 2001: Irina & Josephine - finalistele "Campionatului de Blonde"
- No. 21 | Iulie 2001: Cristina Anescu
- No. 22 | August 2001: Irina Adomnica - membră trupa Evrika
- No. 23 | Septembrie 2001: Anca Moldoveanu & Mihaela Șarpe - membre trupa Chic!
- No. 24 | Octombrie 2001: Cosmina Păsărin
- No. 25 | Noiembrie 2001: Gina Pistol
- No. 26 | Decembrie 2001: Anca Nicolae

2002
- No. 27 | Ianuarie 2002: Ileana Lazariuc
- No. 28 | Februarie 2002: Pamela Anderson
- No. 29 | Martie 2002: Anda Adam
- No. 30 | Aprilie 2002: Alexandra - membră trupa De Luxe
- No. 31 | Mai 2002: Dedee Pfeiffer
- No. 32 | Iunie 2002: Fotbal și sex - ediție specială All Stars: Cosmina Păsărin, Nicoleta Luciu, Gina Pistol, Laura Romega, Lidia Buhuș
- No. 33 | Iulie 2002: Andreea Antonescu - membră trupa Andre
- No. 34 | August 2002: Ana-Maria Ferentz - membră trupa Demmo
- No. 35 | Septembrie 2002: Carmen Romanu
- No. 36 | Octombrie 2002: Sylvia Kelly
- No. 37 | Noiembrie 2002: Cosmina Păsărin & Nicoleta Luciu - pictorial lesbi, ediție aniversară 3 ani
- No. 38 | Decembrie 2002: Corina - câștigătoarea Miss Playboy 2002

2003
- No. 39 | Ianuarie 2003: Marilyn Monroe - ediție specială "Un secol de sex. Totul despre nud"
- No. 40 | Februarie 2003: Tia Carrere
- No. 41 | Martie 2003: Dana Botez
- No. 42 | Aprilie 2003: Erika Szerdocz & Andreea Lazurca
- No. 43 | Mai 2003: Cristina Teodorescu
- No. 44 | Iunie 2003: Cindy Crawford
- No. 45 | Iulie 2003: Andra Teodorescu
- No. 46 | August 2003: Roxana Garnița - bebelușă Cronica Cârcotașilor
- No. 47 | Septembrie 2003: Oana Bercaru
- No. 48 | Octombrie 2003: Lauren Hill
- No. 49 | Noiembrie 2003: Nicoleta Luciu - ediție aniversară 4 ani
- No. 50 | Decembrie 2003: Crina Matei

2004
- No. 51 | Ianuarie 2004: Shannen Doherty
- No. 52 | Februarie 2004: Claudia Pătrășcanu - membră trupa Sexxy
- No. 53 | Martie 2004: Antoanela Herghelegiu
- No. 54 | Aprilie 2004: Mihaela Luca
- No. 55 | Mai 2004: Pamela Anderson
- No. 56 | Iunie 2004: Andreea Groza - concurentă Big Brother România
- No. 57 | Iulie 2004: Oana Ioniță - câștigătoare Miss Playboy 2004
- No. 58 | August 2004: Roxana Ionescu - asistentă TV, Mama Natură "Ciao, Darwin!"
- No. 59 | Septembrie 2004: Raluca Lăzăruț - prezentatoare știri sportive & meteo TV
- No. 60 | Octombrie 2004: Rocsana Marcu
- No. 61 | Noiembrie 2004: Alina Gheorghe
- No. 62 | Decembrie 2004: Silvia & Angi - membre trupa Bordo

2005
- No. 63 | Ianuarie 2005: 100% NUD - Ediție specială "Fete de colecție descoperite de Playboy" + DVD: Raluca Lăzăruț, Alina Gheorghe, Diana Onacă, Oana Ioniță, Alina Gavriloiu, Cristina Cristescu
- No. 64 | Februarie 2005: Jenny McCarthy - superfemeie la 32 ani
- No. 65 | Martie 2005: Ionela Iordan - asistentă TV, "Surprize-surprize"
- No. 66 | Aprilie 2005: Monica & Elena - membre trupa Candy
- No. 67 | Mai 2005: Issa - membră trupa Elegance
- No. 68 | Iunie 2005: Loredana Poghircă & Roxana Blagu & Andreia Sibechi - membre trupa Trident
- No. 69 | Iulie 2005: Andreea Spătaru
- No. 70 | August 2005: Ioana Ginghină
- No. 71 | Septembrie 2005: Alina Gheorghe & Roxana Răduț - Concurs "Divizia Sexy", Finala pe plajă
- No. 72 | Octombrie 2005: Maria Lupu - câștigătoare Miss Playboy 2005
- No. 73 | Noiembrie 2005: Andreea Andrei
- No. 74 | Decembrie 2005: Gabriela Chină

2006
- No. 75 | Ianuarie 2006: Best Of - Iepurașii anului 2005
- No. 76 | Februarie 2006: Oana Bercaru
- No. 77 | Martie 2006: Laura Cosoi - actriță sitcom "La Bloc" & "Fete cu lipici"
- No. 78 | Aprilie 2006: Roxana Ionescu - asistentă TV, Mama Natură "Ciao, Darwin!"
- No. 79 | Mai 2006: Cristina Dochianu - prezentatoare știri sportive & meteo TV
- No. 80 | Iunie 2006: Nicoleta Abalaru
- No. 81 | Iulie 2006: Goala după aur - Ediție specială "Clasamentul final al iepurașilor din Cupa Mondială"
- No. 82 | August 2006: Doria Ivan - prezentatoare meteo TV
- No. 83 | Septembrie 2006: Liliana Pintilei - românca din patul lui Enrique Iglesias
- No. 84 | Octombrie 2006: Miss Playboy 2006 - Ediție specială 12 finaliste
- No. 85 | Noiembrie 2006: Roxana Ungureanu - câștigătoare Miss Playboy 2006
- No. 86 | Decembrie 2006: Andreea Mantea & Cecilia Miloiu

2007
- No. 87 | Ianuarie 2007: Andra Chiorașcu
- No. 88 | Februarie 2007: Pamela Anderson
- No. 89 | Martie 2007: Leona Rajacic - Miss Martie Croația 2007
- No. 90 | Aprilie 2007: Anna Nicole Smith
- No. 91 | Mai 2007: Nicoleta Macarencu - Miss Bikini România 2007
- No. 92 | Iunie 2007: Andreea Spătaru - conține și pictorial sexy cu Anamaria Prodan
- No. 93 | Iulie 2007: Roxana Dobre
- No. 94 | August 2007: Elena Arkis
- No. 95 | Septembrie 2007: Georgiana Drăgan
- No. 96 | Octombrie 2007: Luciana Păunescu - Miss Internet România 2007 by Click
- No. 97 | Noiembrie 2007: Rosse-Marie Florescu
- No. 98 | Decembrie 2007: Paula Milea - Miss Turism România 2007

2008
- No. 99-100 | Ianuarie - Februarie 2008: Ediție aniversară - Primele 100 numere Playboy România
- No. 101 | Martie 2008: Corina Ungureanu
- No. 102 | Aprilie 2008: Marina Dina - asistentă TV, "Răi, da' buni"
- No. 103 | Mai 2008: Andreea Mantea - asistentă TV, "Neatza cu Răzvan și Dani"
- No. 104 | Iunie 2008: Geanina Varga - prezentatoare știri sportive TV
- No. 105 | Iulie 2008: Antoanela Samoilă
- No. 106 | August 2008: Raluca Tolescu
- No. 107 | Septembrie 2008: Alina Gheorghe - conține și pictorial sexy cu Alina Pușcău
- No. 108 | Octombrie 2008: Andreea Perju
- No. 109 | Noiembrie 2008: Roxana Dobre
- No. 110 | Decembrie 2008: Roxana Ungureanu

2009
- No. 111 | Ianuarie 2009: Jenna Jameson
- No. 112 | Februarie 2009: Aminata Diakite
- No. 113 | Martie 2009: Daniela Crudu - asistentă TV, "Neatza cu Răzvan și Dani"
- No. 114 | Aprilie 2009: Carmen Electra
- No. 115 | Mai 2009: Andreea Spătaru
- No. 116 | Iunie 2009: Loredana Chivu
- No. 117 | Iulie 2009: Nomi Fernandes
- No. 118 | August 2009: Iuliana Matei
- No. 119 | Septembrie 2009: Claudia Dobra
- No. 120 | Octombrie 2009: Marina Dina - asistentă TV, "Răi, da' buni"
- No. 121 | Noiembrie 2009: Alina Pușcău
- No. 122 | Decembrie 2009: Bianca Drăgușanu - asistentă TV, "Un show păcătos"

2010
- No. 123-124 | Ianuarie - Februarie 2010: Joanna Krupa
- No. 125 | Martie 2010: Daniela Crudu - asistentă TV, "Neatza cu Răzvan și Dani"
- No. 126 | Aprilie 2010: Roxana Tănase
- No. 127 | Mai 2010: Adelina Pestrițu
- No. 128 | Iunie 2010: Fotbal, femei, idei... - Ediție specială "Campionatul Mondial 2010"
- No. 129 | Iulie 2010: Nicoleta Macarencu
- No. 130 | August 2010: Andreea Necula
- No. 131 | Septembrie 2010: Pamela Anderson
- No. 132 | Octombrie 2010: Andreea Popa[4]
- No. 133 | Noiembrie 2010: Kim Kardashian
- No. 134 | Decembrie 2010: Bianca Drăgușanu - asistentă TV, "Un show păcătos"

2011
- No. 135-136 | Ianuarie - Februarie 2011: Silvana Brăgaru
- No. 137 | Martie 2011: Roxana Golban & Eugenia Stoian
- No. 138 | Aprilie 2011: Oana Melinda Kutasi
- No. 139 | Mai 2011: Oana Zăvoranu
- No. 140 | Iunie 2011: Elizabeth Jagger
- No. 141 | Iulie 2011: Roxana Nemeș
- No. 142 | August 2011: Jaqueline Faria
- No. 143 | Septembrie 2011: Olga Farmaki
- No. 144 | Octombrie 2011: Kelly Brook
- No. 145 | Noiembrie 2011: Radu Mazăre - ediție aniversară 12 ani
- No. 146 | Decembrie 2011: Gina Maican

2012
- No. 147 | Ianuarie - Februarie 2012: Mădălina Pamfile
- No. 148 | Martie 2012: Vika Jigulina
- No. 149 | Aprilie 2012: Dana Popa
- No. 150 | Mai 2012: Olimpia Olari
- No. 151 | Iunie 2012: Ruby
- No. 152 | Iulie - August 2012: Roxana Dobre
- No. 153 | Septembrie 2012: Rodica Miron - asistentă TV, "Răi, da' buni"
- No. 154 | Octombrie 2012: Xonia
- No. 155 | Noiembrie 2012: Melinda Trifan
- No. 156 | Decembrie 2012: Mihaela Ifrim - DJ Miki Love

2013
- No. 157 | Ianuarie - Februarie 2013: Rocsana Marcu
- No. 158 | Martie 2013: Eleni Corfiatis
- No. 159 | Aprilie 2013: Alina Rotaru[5]
- No. 160 | Mai 2013: Roxana Ungureanu
- No. 161 | Iunie 2013: Irina Georgescu
- No. 162 | Iulie - August 2013: Diana Păunescu
- No. 163 | Septembrie 2013: Florentina Raiciu
- No. 164 | Octombrie 2013: Alexandra Harra
- No. 165 | Noiembrie 2013: Lena Rohozneanu
- No. 166 | Decembrie 2013: Aurora Marchesani

2014
- No. 167 | Ianuarie - Februarie 2014: Andreea Necula
- No. 168 | Martie 2014: Nicoleta Matea - pictorial sexy în bucătărie, fostă concurentă MasterChef România
- No. 169 | Aprilie 2014: Rellys Tonu
- No. 170 | Mai 2014: Dana Neacșu - DJ Harra
- No. 171 | Iunie 2014: Tara Holtea
- No. 172 | Iulie - August 2014: Ștefania Moise
- No. 173 | Septembrie 2014: Laura Băițoiu
- No. 174 | Octombrie 2014: Adina Barbu - surpriza fierbinte a finalului de an / Winter 2014

2015
- No. 175 | Ianuarie - Februarie 2015: Melinda Trifan & Rellys Tonu & Claudia Stoica - ediție aniversară 15 ani
- No. 176 | Martie 2015: Aurora Marcheșani
- No. 177 | Aprilie 2015: Tamy Bunny
- No. 178 | Mai 2015: Gia Genevieve
- No. 179 | Iunie 2015: Ana Maria Braga
- No. 180 | Iulie - August 2015: Anca Pop
- No. 181 | Septembrie 2015: Lena Rohozneanu
- No. 182 | Octombrie 2015: Larisa Drăgulescu
- No. 183 | Noiembrie 2015: Brittany Brousseau
- No. 184 | Decembrie 2015: Ana Emilia Danciu - pictorial sexy la temperaturi scăzute / Winter 2015

2016
- No. 185 | Ianuarie - Februarie 2016: Katrina Tsareva
- No. 186 | Martie 2016: Dasha Snezhnaya
- No. 187 | Aprilie 2016: Pamela Anderson
- No. 188 | Mai 2016: Marina Pamo
- No. 189 | Iunie 2016: Tania Lihotina
- No. 190 | Iulie - August 2016: Raluca Podea